# Mecynostomum caudatum
Mecynostomum caudatum är en plattmaskart som först beskrevs av Uljanin 1870.  Mecynostomum caudatum ingår i släktet Mecynostomum och familjen Mecynostomidae. Inga underarter finns listade i Catalogue of Life.